# Gary Crosby
Gary Evan Crosby (ur. 27 czerwca 1933 w Los Angeles, zm. 24 sierpnia 1995 w Burbank, Kalifornia) – amerykański piosenkarz i aktor, syn legendarnego wokalisty Binga Crosby’ego, o którym napisał bardzo krytyczne wspomnienie, oraz piosenkarki Dixie Lee. 

## Życiorys
Gary Crosby urodził się w Los Angeles. Wszedł do branży rozrywkowej i występował w zespole The Crosby Boys ze swoimi trzema braćmi, w latach 40, 50 i 60 XX wieku. Jako nastolatek śpiewał również ze swoim ojcem.
W 1983 roku, sześć lat po śmierci swojego ojca, Crosby opublikował autobiografię pt. Going My Own Way, która ujawniła powody jego problemów z alkoholem oraz jego trudnego dzieciństwa w wyniku alkoholizmu jego matki oraz psychicznego i fizycznego znęcania się jego ojca.
Zmarł na raka płuc w Burbank w Kalifornii w 1995 roku i został pochowany na cmentarzu Forest Lawn - Hollywood Hills Cemetery.

## Najbliższa rodzina
- Bing Crosby (ojciec)
- Dixie Lee (matka)
- Phillip Crosby (brat)
- Dennis Crosby (brat)
- Lindsay Crosby (brat)
- Kathryn Grant Crosby (macocha)
- Harry Crosby (przyrodni brat)
- Mary Crosby (przyrodnia siostra)
- Nathaniel Crosby (przyrodni brat)
- Larry Crosby (wujek)
- Bob Crosby (wujek)
- Denise Crosby (bratanica)

## Dyskografia

### Single
- „Play A Simple Melody” z Bingiem Crosbym (1950)
- „Sam's Song” z Bingiem Crosbym (1950)
- „When You and I Were Young Maggie” z Bingiem Crosbym (1951)
- „Moonlight Bay” z Bingeim Crosbym (1951)
- „Down By The Riverside” z Bingiem Crosbym (1953)
- „What A Little Moonlight Can Do” z Bingiem Crosbym (1953)
- „Cornbelt Symphony” z Bingiem Crosbym (1954)
- „The Call of The South” z Bingiem Crosbym (1954)
- „Mambo In the Moonlight” (1954)
- „Got My Eyes On You” (1954)
- „Palsy Walsy” (1954)
- „Loop-De-Loop Mambo” (1954)
- „There's A Small Hotel” (1954)
- „Ready Willing and Able” (1954)
- „Yaller Yaller Gold” (1955)
- „Give Me A Band and My Baby” (1955)
- „Ko Ko Mo” z Louisem Armstrongiem (1955)
- „Struttin' with Some Barbecue” z Louisem Armstrongiem (1955)
- „Beat Me Daddy Eight to the Bar” z Sammym Davisem Jr. (1955)
- „Ac-Cent-Tchu-Ate The Positive” z Sammym Davisem Jr. (1955)
- „Truly” (1955)
- „Ayuh Ayuh” (1955)
- „Mississippi Pecan Pie” (1955)
- „His and Hers” (1955)
- „Easy Street” z Louisem Armstrongiem (1956)
- „Lazy Bones” z Louisem Armstrongiem (1956)
- „Judy, Judy” (1958)
- „Cheatin' On Me” (1958)

- „Sentimental Journey” (1959)
- „After the Lights Go Down Low” (1959)
- „The Happy Bachelor” (1959)
- „This Little Girl Of Mine” (1959)
- „Yellow Bird” (1960)
- „High Hill Country” (1960)
- „You're Nobody 'Till Somebody Loves You” (1961)
- „Baby Won't You Please Come Home” (1961)
- „That's Alright Baby” (1962)
- „Who” (1962)
- „Town Girl” (1967)
- „I'm Gonna Call My Baby” (1967)
- „Noah Found Grace In The Eyes Of The Lord” z Bill Thompson's Dreamers
- „Get A Load O’ Me”

### Albumy (studyjne i EP)
- 1950: A Crosby Christmas (EP) – z Dennisem Crosbym, Phillipem Crosbym, Lindsay’em Crosbym oraz Bingiem Crosbym
- 1953: Gary Crosby and Friend (EP) – z Bingiem Crosbym
- 1957: Gary Crosby
- 1958: Judy, Judy (EP)
- 1959: Rocking the Blues (EP)
- 1959: Breezin' Along (EP)
- 1959: Belts The Blues
- 1960: The Happy Bachelor
- 1962: Dos billetes Para Paris (EP) – z Joeym Dee i Jeri Lynne Fraser